# Aérostation

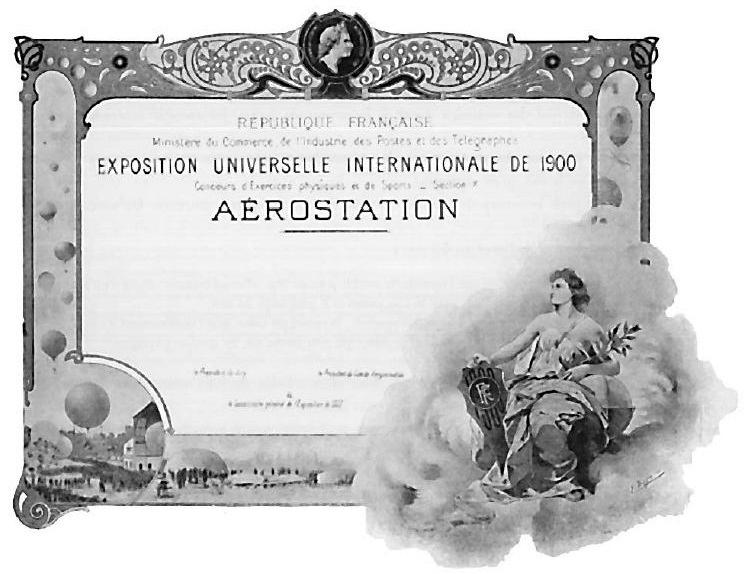
Publicité officielle pour le concours de ballons de l'Exposition universelle de 1900.

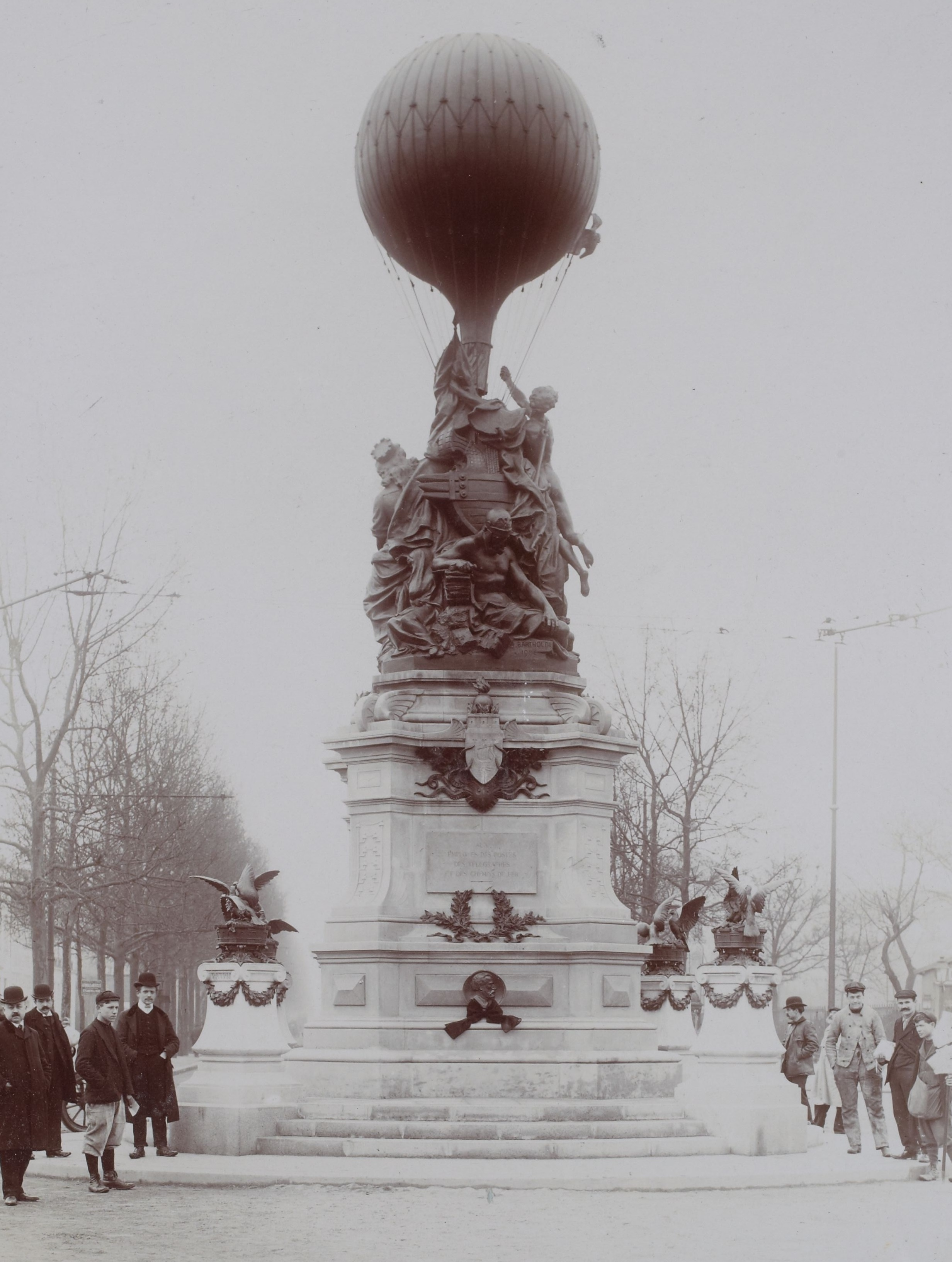
Le monument des Aéronautes de Bartholdi (inauguré le 28 janvier 1906 à la Fête des Aéronautes du Siège, en mémoire du siège de Paris de 1870).

L'aérostation est l'étude, la construction et la manœuvre des aérostats.

## Histoire

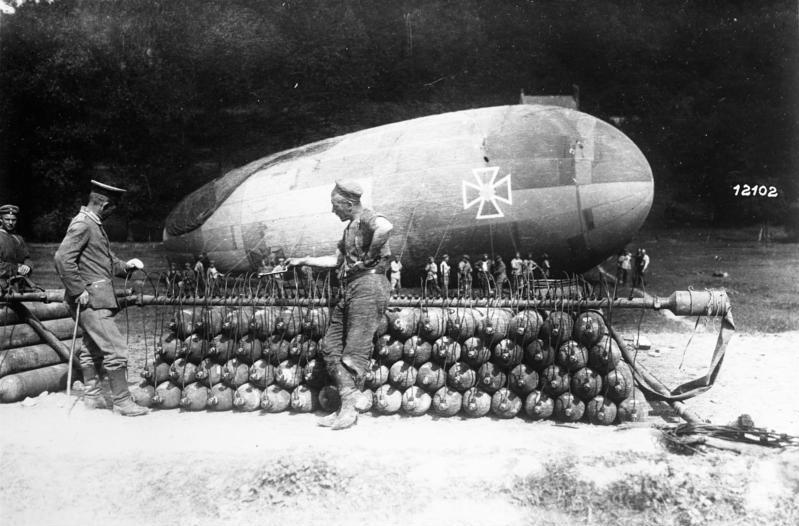
Remplissage d'un ballon captif allemand par de l'hydrogène, sur le front ouest, en 1914.

Si on ne veut retenir que quelques dates, on notera :
1709 pour les premiers essais de Bartolomeu Lourenço de Gusmão.
1783 qui verra s'envoler les premiers hommes avec la montgolfière des frères Montgolfier et la charlière de Jacques Charles.
1785 : la traversée de la Manche par Jean-Pierre Blanchard et John Jeffries. Le voyage est possible mais très aléatoire, le moteur c'est le vent. Néanmoins, le ballon se montrera utile notamment lors du siège de Paris en 1871 pour briser le blocus allemand.
1852 : le premier dirigeable d'Henri Giffard mais il faudra attendre 1884 pour qu'un dirigeable fasse un voyage aller-retour, celui de Charles Renard et Arthur Krebs.
1914 : le « ballon Caquot », utilisé par l'observation militaire alliée pendant la Première Guerre mondiale (1914-1918). C'est un ballon captif inventé par Albert Caquot (1881-1976).
C'est ensuite l'époque des grands dirigeables. Les moteurs à explosion légers et performants qui vont permettre aux dirigeables d'être efficaces, vont aussi sonner leur glas, permettant à l'aviation de prendre son essor.
En 1932, le professeur Auguste Piccard effectue le premier vol stratosphérique ; la nacelle est sphérique (« Histoire de l'Aéronautique », L'Illustration)
En 1982, Larry Walters réalise de nouveaux vols à l'aide de ballons stratosphériques. Après Auguste Picard, seuls des instruments de mesure et d'observation étaient envoyés dans la stratosphère. C'est la naissance du cluster ballooning.

## Aujourd'hui
Sport
Aujourd'hui, les montgolfières sont utilisées dans le cadre sportif et touristique.
Le ballon à gaz a toujours ses adeptes mais en plus petit nombre, car il est plus coûteux et moins facile à mettre en place. Tous les ans se déroule la coupe aéronautique Gordon Bennett qui voit s'affronter les meilleurs aéronautes.
Le dirigeable aussi est un sport qui est pratiqué de nos jours.
Observation aérienne et études scientifiques
Que ce soit pour l'étude de l'atmosphère, l'étude des canopées des forêts tropicales ou pour effectuer des prévisions météorologie, les ballons dirigeables, les ballons-sondes et les ballons stratosphériques sont couramment employés. Ils sont en concurrence avec les satellites pour des missions d'observation civiles ou militaires depuis la haute atmosphère.
Commerce
Malgré de récents efforts, les dirigeables rigides de petite taille n'ont pas convaincu les entreprises. Reste l'aspect publicitaire avec de petits dirigeables ou des ballons captifs.
Depuis 1994 l'entreprise française Aerophile, met en œuvre des ballons captifs permettant au grand public de s'adonner à l'aérostation, comme à Paris avec le ballon de Paris depuis 1999 ou à Disneyland Paris depuis 2005, ainsi qu'à Singapour, Hong Kong ou Los Angeles.
Les montgolfières sont aussi un moyen différent de transport aérien à la demande. Elles permettent de transporter jusqu'à plus de trente passagers.